# Вознесенка (приток Чичкаюла)
Вознесенка — река в Томской области России, правый приток Чичкаюла. Устье реки находится в 230 км от устья Чичкаюла по правому берегу. Протяжённость реки 44 км.

## Данные водного реестра
По данным государственного водного реестра России относится к Верхнеобскому бассейновому округу, водохозяйственный участок реки — Чулым от водомерного поста села Зырянское до устья, речной подбассейн реки — Чулым. Речной бассейн реки — (Верхняя) Обь до впадения Иртыша.
Код водного объекта — 13010400312115200021643.